# 易以巽
易以巽（1543年—？），字汝中，號宜菴，四川成都府安縣人，明朝解元、政治人物。

## 生平
隆慶四年（1570年）庚午科四川鄉試第一名舉人。萬曆二年（1574年）甲戌科進士。八年六月考选南京江西道御史，官南京戶部主事，升雲南府知府，二十一年二月升貴州副使，二十四年正月遷廣西右參政。二十八年二月起補雲南右參政，督理糧儲帶管鹽法料價，三十年閏二月升按察使，三十二年十一月加太僕寺卿致仕。

## 家族
曾祖易綱，祖易大名，父易書，前母張氏；前母余氏；母曹氏。慈侍下。